# Drago Pašalić
Drago Pašalić (Split, 23. lipnja 1984.) hrvatski bivši profesionalni košarkaš. Igrao je na poziciji centra. Danas radi kao skaut za LA Clipperse.

## Karijera
Karijeru je započeo u omladinskom pogonu Splita. U sezoni 2000./01. ulazi u prvu momčad Splita i s njim igra A-1 ligu. Iako je Split sljedeće sezone igrao u Jadranskoj ligi, Pašalić odlazi na jednogodišnju posudbu u hrvatskog A-2 ligaša Plastik Solin. Nakon isteka posudbe natrag se vraća u Split i ondje se zadržava sve do kraja sezone 2004./05. U posljednjoj sezoni u dresu Žutih izborio je nastup na hrvatskoj All-Star utakmici. 
Pašalić odlazi u inozemstvo i potpisuje za turski Ülkerspor. Ondje se zadržao samo jednu sezonu i 2006. potpisuje za grčki PAOK Solun. 2007. napušta Grčku i odlazi u španjolskog prvoligaša Iurbentiu Bilbaa, u kojem igra i hrvatski reprezentativac Marko Banić. U svojoj prvoj sezoni u Španjolskoj odigrao je 33 utakmice i uz prosjek od oko 14 minuta po utakmici, postizao 5.4 poena i 3.2 skoka. Najbolju utakmicu sezone odigrao je u drugoj četvrtfinalnoj utakmici protiv Barcelone, koju je Bilbao izgubio 83:92, a sakupio je 13 koševa i šest skokova za samo 17 minuta. Na kraju sezone produžio je svoj ugovor s Bilbaom. Sljedeće sezone u Bilbao dolazi i Damir Markota i tako se pridružio hrvatskoj koloniji u španjolskom prvoligašu. Nakon odrađene sezone, Bilbao je najavio da se želi riješiti Pašalića i da neće produžiti ugovor s njim. 21. kolovoza 2009. dogovorio je jednogodišnju suradnju s novim španjolskim prvoligašem Obradoirom koji je igrao pod sponzorskim imenom Xacobeo Blu:sens. U srpnju 2010. obznanio je dolazak u Cibonu. Poslije Cibone ostvario je angažman u nizu klubova. Zadnji klub za koji je igrao je nizozemski ZZ Leiden. U Nizozemskoj je ostao. Oženio je Nizozemku te se nastanio u Bredi. Aktivnog igranja košarke ostavio se nakon izbijanja pandemije koronavirusa. Novi posao bio je mjesto skauta za LA Clipperse. 30. rujna 2020. dok je trčao pretrpio je srčani udar. Liječnici su ga stavili u induciranu komu.

## Vanjske poveznice
- Profil na ACB.com
- Profil na Bilbao Basket
- Profil na Euroleague.net
- Profil  Arhivirana inačica izvorne stranice od 30. listopada 2010. (Wayback Machine) na NLB-u